# Senghenydd (Community)

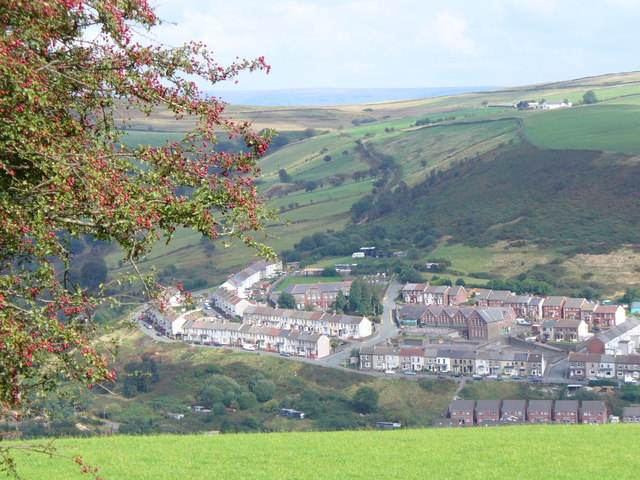
Die ehemalige Bergarbeitersiedlung Senghenydd

Senghenydd ist ein Dorf im walisischen County Borough Caerphilly County Borough. Zusammen mit dem südlich gelegenen Abertridwr bildet es die Community Aber Valley, die 6696 Einwohner im Jahr 2001 hatte.

## Lage
Das Dorf liegt nördlich von Abertridwr am nördlichen Ende des Aber Valley etwa 6 km nordwestlich von Caerphilly. Das Dorf liegt im tief eingeschnittenen Tal des Baches Nant Cwm-parc, der zusammen mit anderen Bächen 1 km südlich bei Abertridwr den River Aber bildet.

## Geschichte
Ende des 19. Jahrhunderts entstanden aufgrund des Kohlenbergbaus in der Region mehrere Bergarbeitersiedlungen, von denen die im nördlichen Aber Valley gelegene nach dem alten walisischen Cantref Senghenydd benannt wurde. 1901 starben durch eine Grubengasexplosion in der Zeche Universal 81 Bergmänner. Am 14. Oktober 1913 ereignete sich in der gleichen Zeche das schwerste Grubenunglück in der Geschichte des britischen Kohlebergbaus, bei der 440 Menschen ums Leben kamen. Morgens um 8:10 Uhr ereignete sich unter Tage eine schwere Explosion, die in der östlichen Hälfte des Bergwerks schwere Zerstörungen und Brände auslöste. Zu diesem Zeitpunkt hatte die 950 Mann zählende Tagschicht gerade ihre Arbeit aufgenommen. Die Rettungsarbeiten und die Suche nach Verschütteten dauerten drei Wochen, noch zwei Wochen nach dem Unglück konnten 18 Bergleute gerettet werden. Bei der Untersuchung des Unglücks wurden Sicherheitsmängel entdeckt, die bereits zu dem Unglück von 1901 geführt hatten und die gegen die inzwischen geltenden gesetzlichen Bestimmungen verstießen.
Die Zeche schloss 1928, wodurch 2500 Beschäftigte ihren Arbeitsplatz verloren. Ein 1981 enthülltes Denkmal, eine Bronzestatue eines Mannes, der einen Bergmann rettet, erinnert an die Opfer der Katastrophe von 1913 und an die anderen Bergbauopfer.